# تي. إم. ألوكو
تي. إم. ألوكو (بالإنجليزية: T. M. Aluko)‏ (14 يونيو 1918 في نيجيريا - 1 مايو 2010، لاغوس في نيجيريا)؛ كاتب وروائي نيجيري. درس في جامعة لندن.

## روابط خارجية
- تي. إم. ألوكو على موقع الموسوعة البريطانية (الإنجليزية)
- تي. إم. ألوكو على موقع إن إن دي بي (الإنجليزية)